# Mathilda d'Orozco

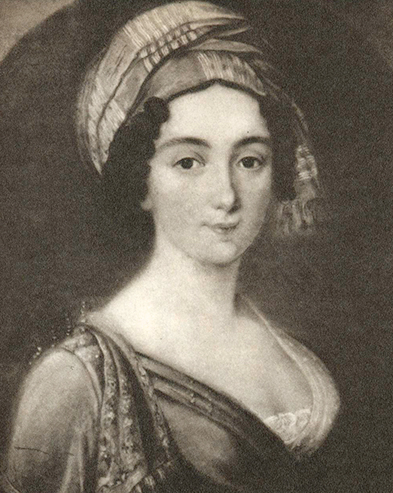
Mathilda d'Orozco

Mathilda Valeria Beatrix d'Orozco, na haar huwelijken ook gekend als Cenami, Montgomery-Cederhjelm en Gyllenhaal (14 juni 1796 – 19 oktober 1863) was een Zweedse (oorspronkelijk Spaans-Italiaanse) edelvrouw en saloniste. Daarnaast was ze actief als componist, dichter, schrijver, zangeres, amateuractrice en klavecimbelspeelster. In Zweden is ze vooral bekend als Mathilda Montgomery-Cederhjelm.

## Biografie
Mathilda werd geboren op 14 juni 1796 te Milaan in Italië. Ze was de dochter van de Spaanse ambassadeur graaf Nicolas Blasco d'Orozco en Sabina Lederer. Haar eerste echtgenoot was de markies Cenami. Hij was stalmeester aan het hof van Elisa Bonaparte, de zus van Napoleon Bonaparte. Hij overleed voordat Mathilde de leeftijd van 20 bereikte. In 1817 huwde ze de Zweedse graaf Josias Montgomery-Cederhjelm te Wenen, met wie ze 4 kinderen kreeg. In 1825 overleed haar tweede echtgenoot, waarna Mathilda trouwde met de Zweedse baron Carl Alexander Fredrik Gyllenhaal.
Tijdens haar tweede huwelijk in 1817 emigreerde Mathilda naar Zweden, waar ze tot haar dood zou blijven. Eens daar groeide ze uit tot een bekende socialite in Stockholm. Ze werd er beschreven als een warme persoonlijkheid met veel charme. Ook stond ze bekend voor haar kunstzinnige talenten, die ze ontwikkelde doorheen haar hectische sociale leven. Gezien zij een deel van de adelstand was, nam Mathilda deel aan het leven aan het koninklijke hof van koning Karel XIV Johan van Zweden en zijn vrouw Désirée Clary. Ze was er een veel bewonderd en veelzijdig zangeres en begeleidde zichzelf met haar harpspel. Ze nam ook deel aan het amateurtheater van het hof en stond er bekend als danseres. Ze werd bewonderd door onder meer kroonprins Oscar I van Zweden en de Britse ambassadeur John Bloomfield. Na Mathilda's 3de huwelijk in 1839 trok ze zich terug van haar drukke sociale leven. Ze verhuisde naar het landgoed van haar echtgenoot op het platteland, maar maakte wel nog jaarlijkse reizen naar Norrtälje. Ze stierf op 19 oktober 1863 op 67-jarige leeftijd te Stora Ekeby (Rytterne).
Gustaf Lagerbjelke droeg zijn gedicht L'une et l'autre aan haar op.

## Oeuvre
- Den bedragne - lied en muziek
- Husar-marsch - Norstedt & söner, Stockholm (1854)
- La Serenata Contadinesca con risporta dalla Finestra  - lied en muziek
- Sex Sånger för Piano tillägnade fröken Marie von Stedingk - pianoliederen (1842)
- Vid Julbrasan för några år sedan - lied en muziek